# Jaroslava Pokorná Jermanová
Jaroslava Pokorná Jermanová (ur. 17 sierpnia 1970 w Karlowych Warach) – czeska polityczka, ekonomistka i działaczka samorządowa, wiceprzewodnicząca ANO 2011, parlamentarzystka krajowa, w latach 2016–2020 hetman kraju środkowoczeskiego, posłanka do Parlamentu Europejskiego X kadencji.

## Życiorys
W 1993 ukończyła studia ekonomiczne w uczelni rolniczej Vysoká škola zemědělská v Praze. Pracowała w prywatnych przedsiębiorstwach, zajmowała m.in. menedżerskie stanowisko w sieci sklepów meblowych. Prowadziła też własną działalność gospodarczą. W 1998 została po raz pierwszy radną gminy Krhanice. W latach 2002–2006 pełniła funkcję jej burmistrza. W latach 2004–2011 należała do Obywatelskiej Partii Demokratycznej. W latach 2004–2008 po raz pierwszy była radną kraju środkowoczeskiego.
W 2012 dołączyła do ugrupowania ANO 2011. W 2013 stanęła na czele struktur regionalnych, a w 2015 została wiceprzewodniczącą partii (pełniła tę funkcję do 2022). W wyborach w 2013 po raz pierwszy została wybrana do Izby Poselskiej, pełniła w niej funkcję wiceprzewodniczącej. W 2014 weszła w skład rady miejskiej Benešova; w latach 2016–2018 była członkinią miejskiej egzekutywy.
W 2016 ponownie uzyskała mandat radnej kraju środkowoczeskiego (reelekcja w 2020 i 2024). Od listopada 2016 do listopada 2020 sprawowała urząd hetmana kraju. W 2017 po raz drugi wybrana do Izby Poselskiej, w tym samym roku zrezygnowała z mandatu deputowanej. Do niższej izby czeskiego parlamentu powróciła w wyniku wyborów w 2021. W 2024 została wybrana do Parlamentu Europejskiego X kadencji.